# Список 250 найрейтинговіших фільмів IMDb
250 найрейтинговіших фільмів IMDb (англ. IMDb Top 250) — список художніх фільмів, які отримали найвищі середні оцінки користувачів у рейтингу сайту IMDb (Internet Movie Database). За оцінками пошукових систем всесвітньої мережі, це найбільш цитований, а отже найпопулярніший у світі рейтинг фільмів. Це також один з перших кінематографічних рейтингів, створених самими глядачами та кіноманами.
До списку включені художні фільми та не включені короткометражні, документальні, телевізійні фільми й мінісеріали.

## Механізм підрахунку
Розрахунок зваженого рейтингу (англ. WR, weighted rating) фільмів виробляється на основі баєсової оцінки за формулою:
{\displaystyle WR={v \over (v+m)}\cdot R+{m \over (v+m)}\cdot C}
де:
WR  — підсумковий зважений рейтинг;
R  — середня оцінка фільму (за десятибальною шкалою);
v — кількість голосів, що було віддано за фільм;
m  — мінімальна кількість голосів для включення в рейтинг (на цей час 25 000);
C — середня оцінка серед усіх фільмів (на грудень 2012 року C = 7,1).
При цьому враховуються лише голоси зареєстрованих відвідувачів сайту IMDb, які голосують постійно.

## Статистика
Статистика станом на 1 грудня 2024 року
| За країною: - США 161 - Велика Британія 19 - Японія 16 - Франція 8 - Італія 8 - Індія 6 - Німеччина 4 | За режисером: - Крістофер Нолан 8 - Стенлі Кубрик 7 - Мартін Скорсезе 7 - Стівен Спілберг 7 - Альфред Гічкок 6 - Акіра Куросава 6 - Біллі Вайлдер 5 - Чарлі Чаплін 5 - Квентін Тарантіно 5 | За десятиліттям: - 2020-ті 12 - 2010-ті 44 - 2000-ні 48 - 1990-ті 40 - 1980-ті 26 - 1970-ті 17 - 1960-ті 17 - 1950-ті 22 - 1940-ві 12 - 1930-ті 6 - 1920-ті 6 | За жанром: - драма 72 - бойовик 35 - кримінальний фільм 34 - мультфільм 26 - пригодницький фільм 23 - біографічний фільм 22 - комедія 20 |

## Список
Список 250 найрейтинговіших фільмів IMDb станом на 1 червня 2025 року
| №   | Фільм                                                                       | Оригінальна назва                                                    | Рік  | Режисер                                         |
| --- | --------------------------------------------------------------------------- | -------------------------------------------------------------------- | ---- | ----------------------------------------------- |
| 1   | Втеча з Шоушенка                                                            | The Shawshank Redemption                                             | 1994 | Френк Дарабонт                                  |
| 2   | Хрещений батько                                                             | The Godfather                                                        | 1972 | Френсіс Форд Коппола                            |
| 3   | Темний лицар                                                                | The Dark Knight                                                      | 2008 | Крістофер Нолан                                 |
| 4   | Хрещений батько 2                                                           | The Godfather: Part II                                               | 1974 | Френсіс Форд Коппола                            |
| 5   | 12 розгніваних чоловіків                                                    | 12 Angry Men                                                         | 1957 | Сідні Люмет                                     |
| 6   | Володар перснів: Повернення короля                                          | The Lord of the Rings: The Return of the King                        | 2003 | Пітер Джексон                                   |
| 7   | Список Шиндлера                                                             | Schindler's List                                                     | 1993 | Стівен Спілберг                                 |
| 8   | Кримінальне чтиво                                                           | Pulp Fiction                                                         | 1994 | Квентін Тарантіно                               |
| 9   | Володар перснів: Братерство персня                                          | The Lord of the Rings: The Fellowship of the Ring                    | 2001 | Пітер Джексон                                   |
| 10  | Хороший, поганий, злий                                                      | Il buono, il brutto, il cattivo                                      | 1966 | Серджо Леоне                                    |
| 11  | Форрест Ґамп                                                                | Forrest Gump                                                         | 1994 | Роберт Земекіс                                  |
| 12  | Володар перснів: Дві вежі                                                   | The Lord of the Rings: The Two Towers                                | 2002 | Пітер Джексон                                   |
| 13  | Бійцівський клуб                                                            | Fight Club                                                           | 1999 | Девід Фінчер                                    |
| 14  | Початок                                                                     | Inception                                                            | 2010 | Крістофер Нолан                                 |
| 15  | Зоряні війни: Імперія завдає удару у відповідь                              | Star Wars: Episode V — The Empire Strikes Back                       | 1980 | Ірвін Кершнер                                   |
| 16  | Матриця                                                                     | The Matrix                                                           | 1999 | брати Вачовскі                                  |
| 17  | Славні хлопці                                                               | Goodfellas                                                           | 1990 | Мартін Скорсезе                                 |
| 18  | Інтерстеллар                                                                | Interstellar                                                         | 2014 | Крістофер Нолан                                 |
| 19  | Пролітаючи над гніздом зозулі                                               | One Flew Over the Cuckoo's Nest                                      | 1975 | Мілош Форман                                    |
| 20  | Сім                                                                         | Se7en                                                                | 1995 | Девід Фінчер                                    |
| 21  | Це дивовижне життя                                                          | It's a Wonderful Life                                                | 1946 | Френк Капра                                     |
| 22  | Мовчання ягнят                                                              | The Silence of the Lambs                                             | 1991 | Джонатан Деммі                                  |
| 23  | Сім самураїв                                                                | 七人の侍 (Shichinin no samurai)                                      | 1954 | Куросава Акіра                                  |
| 24  | Врятувати рядового Раяна                                                    | Saving Private Ryan                                                  | 1998 | Стівен Спілберг                                 |
| 25  | Місто Бога                                                                  | Cidade de Deus                                                       | 2002 | Фернанду Мейрелліш                              |
| 26  | Зелена миля                                                                 | The Green Mile                                                       | 1999 | Френк Дарабонт                                  |
| 27  | Життя прекрасне                                                             | La vita è bella                                                      | 1997 | Роберто Беніньї                                 |
| 28  | Термінатор 2: Судний день                                                   | Terminator 2: Judgment Day                                           | 1991 | Джеймс Камерон                                  |
| 29  | Зоряні війни: Нова надія                                                    | Star Wars: Episode IV — A New Hope                                   | 1977 | Джордж Лукас                                    |
| 30  | Назад у майбутнє                                                            | Back to the Future                                                   | 1985 | Роберт Земекіс                                  |
| 31  | Віднесені привидами                                                         | 千と千尋の神隠し (Sen to Chihiro no kamikakushi)                     | 2001 | Міядзакі Хаяо                                   |
| 32  | Піаніст                                                                     | The Pianist                                                          | 2002 | Роман Полянський                                |
| 33  | Гладіатор                                                                   | Gladiator                                                            | 2000 | Рідлі Скотт                                     |
| 34  | Паразити                                                                    | Parasite / 기생충 (Gisaengchung)                                     | 2019 | Пон Чжун Хо                                     |
| 35  | Психо                                                                       | Psycho                                                               | 1960 | Альфред Гічкок                                  |
| 36  | Король Лев                                                                  | The Lion King                                                        | 1994 | Роджер Аллерс, Роб Мінкофф                      |
| 37  | Могила світлячків                                                           | 火垂るの墓 (Hotaru no haka)                                          | 1988 | Ісао Такахата                                   |
| 38  | Відступники                                                                 | The Departed                                                         | 2006 | Мартін Скорсезе                                 |
| 39  | Одержимість                                                                 | Whiplash                                                             | 2014 | Дам'єн Шазель                                   |
| 40  | Харакірі                                                                    | 切腹 (Seppuku)                                                       | 1962 | Кобаясі Масакі                                  |
| 41  | Престиж                                                                     | The Prestige                                                         | 2006 | Крістофер Нолан                                 |
| 42  | Американська історія Ікс                                                    | American History X                                                   | 1998 | Тоні Кей                                        |
| 43  | Леон                                                                        | Léon                                                                 | 1994 | Люк Бессон                                      |
| 44  | Людина-павук: Крізь Всесвіт                                                 | Spider-Man: Across the Spider-Verse                                  | 2023 | Хоакім Дос Сантос, Кемп Пауерс, Джастін Томпсон |
| 45  | Касабланка                                                                  | Casablanca                                                           | 1942 | Майкл Кертіс                                    |
| 46  | Звичайні підозрювані                                                        | The Usual Suspects                                                   | 1995 | Браян Сінгер                                    |
| 47  | 1+1                                                                         | Intouchables                                                         | 2011 | Олів'є Накаш                                    |
| 48  | Новий кінотеатр «Парадізо»                                                  | Nuovo cinema Paradiso                                                | 1988 | Джузеппе Торнаторе                              |
| 49  | Чужий                                                                       | Alien                                                                | 1979 | Рідлі Скотт                                     |
| 50  | Нові часи                                                                   | Modern Times                                                         | 1936 | Чарлі Чаплін                                    |
| 51  | Вікно у двір                                                                | Rear Window                                                          | 1954 | Альфред Гічкок                                  |
| 52  | Одного разу на Дикому Заході                                                | C'era una volta il West                                              | 1968 | Серджо Леоне                                    |
| 53  | Джанґо вільний                                                              | Django Unchained                                                     | 2012 | Квентін Тарантіно                               |
| 54  | Вогні великого міста                                                        | City Lights                                                          | 1931 | Чарлі Чаплін                                    |
| 55  | Апокаліпсис сьогодні                                                        | Apocalypse Now                                                       | 1979 | Френсіс Форд Коппола                            |
| 56  | Дюна: Частина друга                                                         | Dune: Part Two                                                       | 2024 | Дені Вільнев                                    |
| 57  | ВОЛЛ·І                                                                      | WALL·E                                                               | 2008 | Ендрю Стентон                                   |
| 58  | Пам'ятай                                                                    | Memento                                                              | 2000 | Крістофер Нолан                                 |
| 59  | Індіана Джонс: У пошуках втраченого ковчега                                 | Raiders of the Lost Ark                                              | 1981 | Стівен Спілберг                                 |
| 60  | Життя інших                                                                 | Das Leben der Anderen                                                | 2006 | Флоріан Генкель фон Доннерсмарк                 |
| 61  | Месники: Війна нескінченності                                               | Avengers: Infinity War                                               | 2018 | Ентоні Руссо, Джо Руссо                         |
| 62  | Бульвар Сансет                                                              | Sunset Blvd.                                                         | 1950 | Біллі Вайлдер                                   |
| 63  | Людина-павук: Навколо всесвіту                                              | Spider-Man: Into the Spider-Verse                                    | 2018 | Боб Персічетті, Пітер Ремзі, Родні Ротман       |
| 64  | Свідок обвинувачення                                                        | Witness for the Prosecution                                          | 1957 | Біллі Вайлдер                                   |
| 65  | Шляхи слави                                                                 | Paths of Glory                                                       | 1957 | Стенлі Кубрик                                   |
| 66  | Сяйво                                                                       | The Shining                                                          | 1980 | Стенлі Кубрик                                   |
| 67  | Великий диктатор                                                            | The Great Dictator                                                   | 1940 | Чарлі Чаплін                                    |
| 68  | Дванадцята невдача                                                          | 12वीं फेल / 12th Fail                                                   | 2023 | Відху Вінод Чопра                               |
| 69  | Безславні виродки                                                           | Inglourious Basterds                                                 | 2009 | Квентін Тарантіно                               |
| 70  | Чужі                                                                        | Aliens                                                               | 1986 | Джеймс Камерон                                  |
| 71  | Темний лицар повертається                                                   | The Dark Knight Rises                                                | 2012 | Крістофер Нолан                                 |
| 72  | Коко                                                                        | Coco                                                                 | 2017 | Лі Анкрич, Едріан Моліна                        |
| 73  | Амадей                                                                      | Amadeus                                                              | 1984 | Мілош Форман                                    |
| 74  | Історія іграшок                                                             | Toy Story                                                            | 1995 | Джон Лассетер                                   |
| 75  | Месники: Завершення                                                         | Avengers: Endgame                                                    | 2019 | Ентоні Руссо, Джо Руссо                         |
| 76  | Розумник Вілл Гантінґ                                                       | Good Will Hunting                                                    | 1997 | Гас Ван Сент                                    |
| 77  | Олдбой                                                                      | 올드보이 (Oldeuboi)                                                  | 2003 | Пан Чхан Ук                                     |
| 78  | Доктор Стрейнджлав, або Як я навчився не хвилюватися й полюбив атомну бомбу | Dr. Strangelove or: How I Learned to Stop Worrying and Love the Bomb | 1964 | Стенлі Кубрик                                   |
| 79  | Підводний човен                                                             | Das Boot                                                             | 1981 | Вольфганг Петерсен                              |
| 80  | Хоробре серце                                                               | Braveheart                                                           | 1995 | Мел Гібсон                                      |
| 81  | Краса по-американськи                                                       | American Beauty                                                      | 1999 | Сем Мендес                                      |
| 82  | Принцеса Мононоке                                                           | もののけ姫 (Mononoke-hime)                                           | 1997 | Міядзакі Хаяо                                   |
| 83  | Рай та пекло                                                                | 天国と地獄 (Tengoku to jigoku)                                       | 1963 | Куросава Акіра                                  |
| 84  | Твоє ім'я                                                                   | 君の名は (Kimi no na wa)                                             | 2016 | Макото Сінкай                                   |
| 85  | Три ідіоти                                                                  | 3 Idiots                                                             | 2009 | Раджкумар Хірані                                |
| 86  | Джокер                                                                      | Joker                                                                | 2019 | Тодд Філліпс                                    |
| 87  | Одного разу в Америці                                                       | Once Upon a Time in America                                          | 1984 | Серджо Леоне                                    |
| 88  | Капернаум                                                                   | كفرناحوم / Capharnaüm                                                | 2018 | Надін Лабакі                                    |
| 89  | Співаючи під дощем                                                          | Singin' in the Rain                                                  | 1952 | Стенлі Донен, Джин Келлі                        |
| 90  | Іди та дивись                                                               | Иди и смотри                                                         | 1985 | Елем Климов                                     |
| 91  | Реквієм за мрією                                                            | Requiem for a Dream                                                  | 2000 | Даррен Аронофскі                                |
| 92  | Зоряні війни: Повернення джедая                                             | Star Wars: Episode VI — Return of the Jedi                           | 1983 | Річард Маркуанд                                 |
| 93  | Історія іграшок 3                                                           | Toy Story 3                                                          | 2010 | Лі Анкрич                                       |
| 94  | Полювання                                                                   | Jagten                                                               | 2012 | Томас Вінтерберґ                                |
| 95  | Жити                                                                        | 生きる (Ikiru)                                                       | 1952 | Куросава Акіра                                  |
| 96  | Вічне сяйво чистого розуму                                                  | Eternal Sunshine of the Spotless Mind                                | 2004 | Мішель Ґондрі                                   |
| 97  | Обурливий клас не склав екзамен (уточнити)                                  | Hababam Sınıfı Sınıfta Kaldı                                         | 1976 | Ертем Егілмез                                   |
| 98  | 2001 рік: Космічна Одіссея                                                  | 2001: A Space Odyssey                                                | 1968 | Стенлі Кубрик                                   |
| 99  | Пожежі                                                                      | Incendies                                                            | 2010 | Дені Вільнев                                    |
| 100 | Скажені пси                                                                 | Reservoir Dogs                                                       | 1992 | Квентін Тарантіно                               |
| 101 | Квартира                                                                    | The Apartment                                                        | 1960 | Біллі Вайлдер                                   |
| 102 | Лоуренс Аравійський                                                         | Lawrence of Arabia                                                   | 1962 | Девід Лін                                       |
| 103 | Обличчя зі шрамом                                                           | Scarface                                                             | 1983 | Браян Де Пальма                                 |
| 104 | Подвійна страховка                                                          | Double Indemnity                                                     | 1944 | Біллі Вайлдер                                   |
| 105 | Сутичка                                                                     | Heat                                                                 | 1995 | Майкл Манн                                      |
| 106 | На північ через північний захід                                             | North by Northwest                                                   | 1959 | Альфред Гічкок                                  |
| 107 | Вперед і вгору                                                              | Up                                                                   | 2009 | Піт Доктер                                      |
| 108 | Громадянин Кейн                                                             | Citizen Kane                                                         | 1941 | Орсон Веллс                                     |
| 109 | M: Місто шукає вбивцю                                                       | M (Eine Stadt sucht einen Mörder)                                    | 1931 | Фріц Ланг                                       |
| 110 | Цілісно-металева оболонка                                                   | Full Metal Jacket                                                    | 1987 | Стенлі Кубрик                                   |
| 111 | Запаморочення                                                               | Vertigo                                                              | 1958 | Альфред Гічкок                                  |
| 112 | Амелі                                                                       | Le fabuleux destin d'Amélie Poulain                                  | 2001 | Жан-П'єр Жене                                   |
| 113 | Надер і Симін: Розлучення                                                   | جدایی نادر از سیمین (Jodaeiye Nader az Simin)                        | 2011 | Асгар Фархаді                                   |
| 114 | Зірочки на землі                                                            | तारे ज़मीन पर (Tāre Zamīn Par)                                           | 2007 | Аамір Хан                                       |
| 115 | Убити пересмішника                                                          | To Kill a Mockingbird                                                | 1962 | Роберт Малліган                                 |
| 116 | Механічний апельсин                                                         | A Clockwork Orange                                                   | 1971 | Стенлі Кубрик                                   |
| 117 | Міцний горішок                                                              | Die Hard                                                             | 1988 | Джон Мактірнан                                  |
| 118 | Афера                                                                       | The Sting                                                            | 1973 | Джордж Рой Хілл                                 |
| 119 | Індіана Джонс і останній хрестовий похід                                    | Indiana Jones and the Last Crusade                                   | 1989 | Стівен Спілберг                                 |
| 120 | Оппенгеймер                                                                 | Oppenheimer                                                          | 2023 | Крістофер Нолан                                 |
| 121 | Метрополіс                                                                  | Metropolis                                                           | 1927 | Фріц Ланг                                       |
| 122 | Великий куш                                                                 | Snatch.                                                              | 2000 | Ґай Річі                                        |
| 123 | 1917                                                                        | 1917                                                                 | 2019 | Сем Мендес                                      |
| 124 | Таємниці Лос-Анджелеса                                                      | L.A. Confidential                                                    | 1997 | Кертіс Хенсон                                   |
| 125 | Викрадачі велосипедів                                                       | Ladri di biciclette                                                  | 1948 | Вітторіо де Сіка                                |
| 126 | Бункер                                                                      | Der Untergang / Downfall                                             | 2004 | Олівер Гіршбіґель                               |
| 127 | Боротьба                                                                    | दंगल / Dangal                                                         | 2016 | Нітеш Тіварі                                    |
| 128 | Вовк з Уолл-стріт                                                           | The Wolf of Wall Street                                              | 2013 | Мартін Скорсезе                                 |
| 129 | Гамільтон                                                                   | Hamilton                                                             | 2020 | Томас Кейл                                      |
| 130 | Таксист                                                                     | Taxi Driver                                                          | 1976 | Мартін Скорсезе                                 |
| 131 | Зелена книга                                                                | Green Book                                                           | 2018 | Пітер Фарреллі                                  |
| 132 | Бетмен: Початок                                                             | Batman Begins                                                        | 2005 | Крістофер Нолан                                 |
| 133 | Шоу Трумена                                                                 | The Truman Show                                                      | 1998 | Пітер Вір                                       |
| 134 | На декілька доларів більше                                                  | Per qualche dollaro in più                                           | 1965 | Серджо Леоне                                    |
| 135 | Нюрнберзький процес                                                         | Judgment at Nuremberg                                                | 1961 | Стенлі Крамер                                   |
| 136 | У джазі тільки дівчата                                                      | Some Like It Hot                                                     | 1959 | Біллі Вайлдер                                   |
| 137 | Острів проклятих                                                            | Shutter Island                                                       | 2010 | Мартін Скорсезе                                 |
| 138 | Малюк                                                                       | The Kid                                                              | 1921 | Чарлі Чаплін                                    |
| 139 | Батько                                                                      | The Father                                                           | 2020 | Флоріан Зеллер                                  |
| 140 | Усе про Єву                                                                 | All About Eve                                                        | 1950 | Джозеф Манкевич                                 |
| 141 | Парк Юрського періоду                                                       | Jurassic Park                                                        | 1993 | Стівен Спілберг                                 |
| 142 | Нафта                                                                       | There Will Be Blood                                                  | 2007 | Пол Томас Андерсон                              |
| 143 | Шосте відчуття                                                              | The Sixth Sense                                                      | 1999 | М. Найт Ш'ямалан                                |
| 144 | Казино                                                                      | Casino                                                               | 1995 | Мартін Скорсезе                                 |
| 145 | Ран                                                                         | 乱 (Ran)                                                             | 1985 | Куросава Акіра                                  |
| 146 | Топ Ґан: Меверік                                                            | Top Gun: Maverick                                                    | 2022 | Джозеф Косинські                                |
| 147 | Старим тут не місце                                                         | No Country for Old Men                                               | 2007 | брати Коен                                      |
| 148 | Щось (1982)                                                                 | The Thing                                                            | 1982 | Джон Карпентер                                  |
| 149 | Лабіринт Фавна                                                              | El Laberinto del fauno                                               | 2006 | Гільєрмо дель Торо                              |
| 150 | ‎Непрощенний                                                                 | Unforgiven                                                           | 1992 | Клінт Іствуд                                    |
| 151 | Убити Білла. Фільм 1                                                        | Kill Bill: Vol. 1                                                    | 2003 | Квентін Тарантіно                               |
| 152 | Ігри розуму                                                                 | A Beautiful Mind                                                     | 2001 | Рон Говард                                      |
| 153 | Скарби Сьєрра-Мадре                                                         | The Treasure of the Sierra Madre                                     | 1948 | Джон Г'юстон                                    |
| 154 | Полонянки                                                                   | Prisoners                                                            | 2013 | Дені Вільнев                                    |
| 155 | Охоронець                                                                   | 用心棒 / ようじんぼう (Yojimbo)                                      | 1961 | Куросава Акіра                                  |
| 156 | У пошуках Немо                                                              | Finding Nemo                                                         | 2003 | Ендрю Стентон                                   |
| 157 | Мандрівний замок                                                            | ハウルの動く城 (Hauru no ugoku shiro)                                | 2004 | Міядзакі Хаяо                                   |
| 158 | Велика втеча                                                                | The Great Escape                                                     | 1963 | Джон Стерджес                                   |
| 159 | Монті Пайтон і Священний Грааль                                             | Monty Python and the Holy Grail                                      | 1975 | Террі Гілліам, Террі Джонс                      |
| 160 | Людина-слон                                                                 | The Elephant Man                                                     | 1980 | Девід Лінч                                      |
| 161 | У випадку вбивства набирайте «М»                                            | Dial M for Murder                                                    | 1954 | Альфред Гічкок                                  |
| 162 | ‎Клаус                                                                       | Klaus                                                                | 2019 | Серхіо Паблос                                   |
| 163 | Віднесені вітром                                                            | Gone with the Wind                                                   | 1939 | Віктор Флемінг                                  |
| 164 | Китайський квартал                                                          | Chinatown                                                            | 1974 | Роман Полянський                                |
| 165 | Расьомон                                                                    | 羅生門 / らしょうもん (Rashômon)                                     | 1950 | Куросава Акіра                                  |
| 166 | Таємниця в його очах                                                        | El secreto de sus ojos                                               | 2009 | Хуан Хосе Кампанелья                            |
| 167 | Карти, гроші та два стволи                                                  | Lock, Stock and Two Smoking Barrels                                  | 1998 | Ґай Річі                                        |
| 168 | V означає Вендетта                                                          | V for Vendetta                                                       | 2006 | Джеймс МакТіг                                   |
| 169 | Думками навиворіт                                                           | Inside Out                                                           | 2015 | Піт Доктер                                      |
| 170 | Три білборди за межами Еббінга, Міссурі                                     | Three Billboards Outside Ebbing, Missouri                            | 2017 | Мартін Макдона                                  |
| 171 | Міст через річку Квай                                                       | The Bridge on the River Kwai                                         | 1957 | Девід Лін                                       |
| 172 | Впіймай мене, якщо зможеш                                                   | Catch Me if You Can                                                  | 2002 | Стівен Спілберг                                 |
| 173 | На голці                                                                    | Trainspotting                                                        | 1996 | Денні Бойл                                      |
| 174 | Скажений бик                                                                | Raging Bull                                                          | 1980 | Мартін Скорсезе                                 |
| 175 | Дикий робот                                                                 | The Wild Robot                                                       | 2024 | Кріс Сандерс                                    |
| 176 | Фарґо                                                                       | Fargo                                                                | 1996 | брати Коен                                      |
| 177 | Воїн                                                                        | Warrior                                                              | 2011 | Гевін О'Коннор                                  |
| 178 | Гаррі Поттер і Смертельні реліквії: Частина 2                               | Harry Potter and the Deathly Hallows: Part 2                         | 2011 | Девід Йєтс                                      |
| 179 | Ґран Торіно                                                                 | Gran Torino                                                          | 2008 | Клінт Іствуд                                    |
| 180 | Крихітка на мільйон доларів                                                 | Million Dollar Baby                                                  | 2004 | Клінт Іствуд                                    |
| 181 | Бен-Гур                                                                     | Ben-Hur                                                              | 1959 | Вільям Вайлер                                   |
| 182 | Шалений Макс: Дорога гніву                                                  | Mad Max: Fury Road                                                   | 2015 | Джордж Міллер                                   |
| 183 | Мій сусід Тоторо                                                            | となりのトトロ (Tonari no Totoro)                                    | 1988 | Міядзакі Хаяо                                   |
| 184 | Баррі Ліндон                                                                | Barry Lyndon                                                         | 1975 | Стенлі Кубрик                                   |
| 185 | Спілка мертвих поетів                                                       | Dead Poets Society                                                   | 1989 | Пітер Вір                                       |
| 186 | Людина-павук: Додому шляху нема                                             | Spider-Man: No Way Home                                              | 2021 | Джон Воттс                                      |
| 187 | Діти небес                                                                  | بچههای آسمان (Bacheha-Ye aseman)                                     | 1997 | Маджид Маджиді                                  |
| 188 | 12 років рабства                                                            | 12 Years a Slave                                                     | 2013 | Стів Макквін                                    |
| 189 | З міркувань совісті                                                         | Hacksaw Ridge                                                        | 2016 | Мел Гібсон                                      |
| 190 | До сходу сонця                                                              | Before Sunrise                                                       | 1995 | Річард Лінклейтер                               |
| 191 | Готель «Гранд Будапешт»                                                     | The Grand Budapest Hotel                                             | 2014 | Вес Андерсон                                    |
| 192 | Той, хто біжить по лезу                                                     | Blade Runner                                                         | 1982 | Рідлі Скотт                                     |
| 193 | ‎Загублена                                                                   | Gone Girl                                                            | 2014 | Девід Фінчер                                    |
| 194 | Спогади про вбивство                                                        | 살인의 추억 (Salinui chueok)                                         | 2003 | Пон Джун Хо                                     |
| 195 | Рататуй                                                                     | Ratatouille                                                          | 2007 | Бред Берд                                       |
| 196 | Корпорація монстрів                                                         | Monsters, Inc.                                                       | 2001 | Піт Доктер, Девід Сільверман, Лі Анкрич         |
| 197 | В ім'я батька                                                               | In the Name of the Father                                            | 1993 | Джим Шерідан                                    |
| 198 | Як приборкати дракона                                                       | How to Train Your Dragon                                             | 2010 | Ден Сандерс, Дін Беблуа                         |
| 199 | Дикі історії                                                                | Relatos salvajes                                                     | 2014 | Даміан Шифрон                                   |
| 200 | Золота лихоманка                                                            | The Gold Rush                                                        | 1925 | Чарлі Чаплін                                    |
| 201 | Шерлок-молодший                                                             | Sherlock, Jr.                                                        | 1924 | Бастер Кітон                                    |
| 202 | Щелепи                                                                      | Jaws                                                                 | 1975 | Стівен Спілберг                                 |
| 203 | Мері та Макс                                                                | Mary and Max                                                         | 2009 | Адам Елліот                                     |
| 204 | Аутсайдери                                                                  | Ford v. Ferrari                                                      | 2019 | Джеймс Менголд                                  |
| 205 | Мисливець на оленів                                                         | The Deer Hunter                                                      | 1978 | Майкл Чіміно                                    |
| 206 | Генерал                                                                     | The General                                                          | 1926 | Клайд Брукман, Бастер Кітон                     |
| 207 | Плата за страх                                                              | Le Salaire de la peur                                                | 1953 | Анрі-Жорж Клузо                                 |
| 208 | Містер Сміт вирушає до Вашингтона                                           | Mr. Smith Goes to Washington                                         | 1939 | Френк Капра                                     |
| 209 | У порту                                                                     | On the Waterfront                                                    | 1954 | Еліа Казан                                      |
| 210 | Сунична галявина                                                            | Smultronstället                                                      | 1957 | Інґмар Берґман                                  |
| 211 | Лоґан: Росомаха                                                             | Logan                                                                | 2017 | Джеймс Менголд                                  |
| 212 | Роккі                                                                       | Rocky                                                                | 1976 | Джон Евілдсен                                   |
| 213 | Третя людина                                                                | The Third Man                                                        | 1949 | Керол Рід                                       |
| 214 | Токійська повість                                                           | 東京物語 (Tôkyô monogatari)                                          | 1953 | Ясудзіро Одзу                                   |
| 215 | У центрі уваги                                                              | Spotlight                                                            | 2015 | Том Мак-Карті                                   |
| 216 | Великий Лебовські                                                           | The Big Lebowski                                                     | 1998 | брати Коен                                      |
| 217 | Термінатор                                                                  | The Terminator                                                       | 1984 | Джеймс Камерон                                  |
| 218 | Махараджа                                                                   | மகாராஜா (Maharaja)                                                      | 2024 | Нітілан Самінатан                               |
| 219 | Пірати Карибського моря: Прокляття Чорної перлини                           | Pirates of the Caribbean: The Curse of the Black Pearl               | 2003 | Гор Вербінскі                                   |
| 220 | Сьома печатка                                                               | Det Sjunde inseglet                                                  | 1957 | Інґмар Берґман                                  |
| 221 | Кімната                                                                     | Room                                                                 | 2015 | Ленні Абрагамсон                                |
| 222 | Ненависть                                                                   | La Haine                                                             | 1995 | Матьє Кассовіц                                  |
| 223 | Джай Бхім                                                                   | Jai Bhim                                                             | 2021 | Т. Дж. Гнанавель                                |
| 224 | Готель «Руанда»                                                             | Hotel Rwanda                                                         | 2004 | Террі Джордж                                    |
| 225 | Взвод                                                                       | Platoon                                                              | 1986 | Олівер Стоун                                    |
| 226 | Найкращі роки нашого життя                                                  | The Best Years of Our Lives                                          | 1946 | Вільям Вайлер                                   |
| 227 | Перед заходом сонця                                                         | Before Sunset                                                        | 2004 | Річард Лінклейтер                               |
| 228 | Екзорцист                                                                   | The Exorcist                                                         | 1973 | Вільям Фрідкін                                  |
| 229 | Звуки музики                                                                | The Sound of Music                                                   | 1965 | Роберт Вайз                                     |
| 230 | Я все ще тут                                                                | Ainda Estou Aqui                                                     | 2024 | Вальтер Саллес                                  |
| 231 | Страсті Жанни д'Арк                                                         | La passion de Jeanne d'Arc                                           | 1928 | Карл Теодор Дреєр                               |
| 232 | Суперсімейка                                                                | The Incredibles                                                      | 2004 | Бред Берд                                       |
| 233 | Чарівник країни Оз                                                          | The Wizard of Oz                                                     | 1939 | Віктор Флемінг                                  |
| 234 | Хатіко: Вірний друг                                                         | Hachi: A Dog's Tale                                                  | 2009 | Лассе Хальстрем                                 |
| 235 | Гонка                                                                       | Rush                                                                 | 2013 | Рон Говард                                      |
| 236 | Залишся зі мною                                                             | Stand by Me                                                          | 1986 | Роб Райнер                                      |
| 237 | Мій батько і мій син                                                        | Babam ve Oğlum                                                       | 2005 | Чаган Ирмак                                     |
| 238 | Телемережа                                                                  | Network                                                              | 1976 | Сідні Люмет                                     |
| 239 | Залізний велетень                                                           | The Iron Giant                                                       | 1999 | Бред Берд                                       |
| 240 | Служниця                                                                    | 아가씨 (Ah-ga-ssi)                                                   | 2016 | Пак Чхан Ук                                     |
| 241 | Форма голосу                                                                | 聲の形 / Koe no Katachi                                              | 2016 | Наоко Ямада                                     |
| 242 | Битва за Алжир                                                              | La battaglia di Algeri                                               | 1966 | Джилло Понтекорво                               |
| 243 | Бути чи не бути                                                             | To Be or Not to Be                                                   | 1942 | Ернст Любіч                                     |
| 244 | Грона гніву                                                                 | The Grapes of Wrath                                                  | 1940 | Джон Форд                                       |
| 245 | Тепер я йду у дику далечінь                                                 | Into the Wild                                                        | 2007 | Шон Пенн                                        |
| 246 | День бабака                                                                 | Groundhog Day                                                        | 1993 | Гарольд Раміс                                   |
| 247 | Прислуга                                                                    | The Help                                                             | 2011 | Тейт Тейлор                                     |
| 248 | Банди Вассейпура                                                            | गैंग्स ऑफ वासेपुर / Gangs of Wasseypur                                     | 2012 | Анураг Кашьяп                                   |
| 249 | Сука-любов                                                                  | Amores perros                                                        | 2000 | Алехандро Гонсалес Іньярріту                    |
| 250 | Видимість                                                                   | दृश्यम (Drishyam)                                                      | 2015 | Нішикант Камат                                  |